# The Perfect Weapon
The Perfect Weapon (br: A Arma Perfeita) é um filme produzido nos Estados Unidos em 1991, escrito por David C. Wilson e dirigido por Mark DiSalle.
Situado em Los Angeles, o filme relata a história de um jovem, Jeff, que é treinado na arte marcial do Kenpo, em sua luta contra as famílias da máfia coreana.
O slogan do filme é: "Alguns homens constroem armas, outros se transformam nelas."

## Sinopse
Um jovem deliquente é colocado em uma escola de artes marcias, para tentar fazer com que aprenda a ter disciplina. Passado anos depois, seu mestre é morto, e agora já adulto ele busca vingança, contra a máfia coreana, responsável pelo assassinato de seu mestre. Suas mãos e pés são armas letais, mas ele se vê face a face com um lutador implacável.

## Elenco
- Jeff Speakman ... Jeff Sanders
- John Dye ... Det. Adam Sanders
- Mako ... Kim
- James Hong ... Yung
- Mariska Hargitay ... Jennifer
- Dante Basco ... Jimmy Ho
- Clyde Kusatsu ... Detective Wong
- Cary-Hiroyuki Tagawa ... Kai